# Domaine de Fukue
Le domaine de Fukue (福江藩, Fukue-han) est un domaine féodal tozama daimyo japonais de l'époque d'Edo situé dans les îles Gotō, au large des côtes occidentales de Kyūshū dans la mer de Chine orientale et qui étaient considéré comme faisant partie de la province de Hizen. Le domaine est également appelé domaine de Gotō (五島藩, Gotō-han).

## Histoire
L'histoire du domaine de Gotō remonte aux temps anciens. Il servait en effet d'escale sur la route commerciale entre le Japon et la Chine de la dynastie Tang durant l'époque de Nara. Le renommé prêtre bouddhiste Kūkai s'y est arrêté en 806. À partir de l'époque de Muromachi, les îles passent sous le contrôle du clan Gotō, clan local de seigneurs de guerre spécialisés dans le commerce et la piraterie. La zone se trouve au centre d'une intense activité missionnaire européenne à la fin du XVIe siècle, avec pour résultat de convertir presque toute la population à la foi chrétienne (voir kirishitan). Harumasa Gotō (1548-1612) sert Hideyoshi Toyotomi et participe au invasions japonaises de la Corée) (1592-1598) mais il reste neutre lors de la bataille de Sekigahara. Après le début du bakufu Tokugawa en 1602, il prête serment de loyauté au shogun Tokugawa Ieyasu et se voit en retour confirmé dans ses possessions ancestrales aux revenus de 15 000 koku.
Les premiers temps du domaine sont perturbés par des problèmes politiques, notamment des rivalités entre différentes factions du clan dirigeant, de violents affrontements à propos de droits de pêche entre différentes îles et divers villages ainsi que l'impopulaire suppression de la religion kirishitan par la politique d'isolement nationale (sakoku) du bakufu Tokugawa. La situation est plus calme au XVIIIe siècle avec l'accroissement de la prospérité due à la chasse à la baleine et à l'établissement du domaine secondaire séparé de Tomiei (3 000 koku) à Shinkamigotō, près de Nagasaki.
Aux environs de la période du bakumatsu, Gotō Moriakira, dixième daimyō du domaine de Fukue, commence la construction du château d'Ishida qui sera achevé par Gotō Morinori, onzième et dernier daimyō. C'est le dernier château construit au cours de la période du bakufu Tokugawa.
Morinori est un des premiers partisans du mouvement sonnō jōi et se voit convoqué à Kyoto en octobre 1867 pour faire serment d'allégeance à l'empereur Meiji. Il arrive à Kyoto en 1868 et le nouveau gouvernement de Meiji lui ordonne de renforcer les défenses maritimes de son domaine insulaire contre de possibles incursions de navires étrangers. Pour couvrir le coût de ce programme, le nouveau gouvernement abolit le fief secondaire de Tomie, et ajoute à ses revenus les 3 000 koku qu'il génère. Mais la population de Tomie est très opposée à l'union avec Fukue et ce n'est pas avant juillet 1869 qu'il est en mesure de prendre possession des nouveaux territoires. À ce moment, le titre de daimyō a déjà été aboli et son titre officiel est celui de gouverneur de domaine.
Le 15 juillet 1871, le domaine de Fukue lui-même disparaît à la suite de l'abolition du système han et intègre la nouvelle préfecture de Nagasaki. 
L'ancien domaine de Gotō fait maintenant partie de la ville de Gotō, préfecture de Nagasaki.

## Liste des daimyos
- Clan Gotō

|    | Nom                       | Dates     | Titre          | Rang                    | Revenus     |
| -- | ------------------------- | --------- | -------------- | ----------------------- | ----------- |
| 1  | Gotō Harumasa (五島玄雅)  | 1603-1612 | Awaji-no-kami  | 5e inférieur (従五位下) | 15 000 koku |
| 2  | Gotō Moritoshi (五島盛利) | 1612-1642 | Awaji-no-kami  | 5e inférieur (従五位下) | 15 000 koku |
| 3  | Gotō Moritsugu (五島盛次) | 1642-1655 | aucun          | aucun                   | 15 000 koku |
| 4  | Gotō Morikatsu (五島盛勝) | 1655-1677 | Awaji-no-kami  | 5e inférieur (従五位下) | 12 000 koku |
| 5  | Gotō Morinobu (五島盛暢)  | 1677-1691 | Sado-no-kami   | 5e inférieur (従五位下) | 12 000 koku |
| 6  | Gotō Moriyoshi (五島盛佳) | 1691-1728 | Yamato-no-kami | 5e inférieur (従五位下) | 12 000 koku |
| 7  | Gotō Morimichi (五島盛道) | 1728-1768 | Awaji-no-kami  | 5e inférieur (従五位下) | 12 000 koku |
| 8  | Gotō Moriyuki (五島盛運)  | 1769-1809 | Yamato-no-kami | 5e inférieur (従五位下) | 12 000 koku |
| 9  | Gotō Morishige (五島盛繁) | 1809-1829 | Yamato-no-kami | 5e inférieur (従五位下) | 12 000 koku |
| 10 | Gotō Moriakira (五島盛成) | 1829-1858 | Yamato-no-kami | 5e inférieur (従五位下) | 12 000 koku |
| 11 | Gotō Morinori (五島盛徳)  | 1858-1871 | Hida-no-kami   | 5e inférieur (従五位下) | 15 000 koku |
|    |                           |           |                |                         |             |